# Ornella Fleury
Pour les articles homonymes, voir Fleury.
Ornella Fleury, née le 26 février 1986 à Thonon-les-Bains, est une actrice et humoriste française.

## Biographie
Ornella Fleury nait à Thonon-les-Bains et vit jusqu'à ses 10 ans à Evian-les-Bains.
Elle suit une licence de droit après son bac, puis sort diplômée dans le marketing de la mode à Paris. Elle est la sœur de la chanteuse Érika Fleury, chanteuse du groupe Whatfor, épouse de Raphaël Carlier du duo Mcfly et Carlito.
À l'âge de 25 ans, elle décide de devenir comédienne et s'inscrit au Cours Peyran Lacroix. En 2013, elle enregistre avec son ex-compagnon une parodie de Zahia Dehar.
En 2014 et 2015, elle tient des petits rôles dans Supercondriaque de Dany Boon et dans Camping 3 de Fabien Onteniente. Elle joue également au théâtre aux côtés de  Gérard Darmon et Philippe Lellouche.
Depuis 2015, elle joue son stand-up au théâtre du Point-Virgule. Télérama salue alors le sens de la repartie et le charisme de l'humoriste, tout en pointant une impression de déjà vu, une facilité dans la vanne et un manque de rythme dans un spectacle jugé inégal et faussement subversif.
À la rentrée 2016, Ornella Fleury devient miss météo dans Le Grand Journal de Canal+. Certaines de ses chroniques suscitent des critiques,.
Le 5 septembre lors de la première de la jeune femme, celle-ci s'adresse à la journaliste transgenre Brigitte Boréale et déclare : « Bonsoir Monsieur-dame, enfin Brigitte. Voilà bonsoir. » Cette remarque est jugée transphobe par de nombreux téléspectateurs sur le réseau social Twitter comme par l'Association des journalistes LGBT. Cette dernière annoncera saisir le CSA dans une publication rédigée sur le réseau social Facebook le 6 septembre,.
Le 9 septembre, la chroniqueuse irrite l'acteur américain Jonah Hill venu faire la promotion du film War Dogs avec des remarques portant sur son sex-appeal dans ses rôles au cinéma puis sur son physique, qui conduisent l'acteur, vexé, à conclure ironiquement : « D'être ridiculisé par une journaliste locale, ça me fait plaisir. ». L'échange, relayé par plusieurs articles dans la presse étrangère, pousse l'acteur à annuler plusieurs de ses interviews promotionnelles en Europe. Au sujet de ces polémiques, la chroniqueuse plaidera « l'humour » et des propos « mal interprétés ».
En mars 2017, l’émission s’arrête mettant fin à sa carrière de miss météo sur Canal+.
En 2024, elle intègre le casting de la série comique « Benoît Gênant Officiel » auprès d’Artus diffusé sur TMC,. Elle coanime également depuis octobre 2024 la tranche 16h-19h sur NRJ aux côtés de Camille Combal.

### Vie privée
En 2011, elle a entamé une relation avec l'humoriste Mustapha El Atrassi, mais celui-ci annonce dans son dernier spectacle en 2018 être célibataire[réf. nécessaire].
Fin 2024 elle annonce lors de son émission sur NRJ qu'elle est enceinte de son premier enfant.

## Filmographie
Sauf indication contraire, les informations mentionnées dans cette section peuvent être confirmées par la base de données cinématographiques Allociné,  présente dans la section « Liens externes ».

### Cinéma
- 2014 : Supercondriaque de Dany Boon : Émilie Guéret
- 2015 : Camping 3 de Fabien Onteniente : L'hôtesse d'accueil
- 2019 : Inséparables de Varante Soudjian : Élisa
- 2020 : Divorce Club de Michaël Youn : Vanessa
- 2021 : Envole-moi de Christophe Barratier : Julie

### Télévision
- 2014 : Le Jour où tout a basculé, saison 2, épisode 35 : Mon colocataire est violent
- 2020 : Jusqu'à l'aube, saison 1, épisode 1 : Le Monastère abandonné : elle-même
- 2022 : 1H30 Max de Léo Grandperret : Pauline
- 2024 : Benoît Gênant Officiel : Saison 1 : Ludivine
- 2024 : R.I.P. Aimons-nous vivants ! de Frédéric Berthe : Julie
- 2025 : Le Nounou, épisode Le Mariage : Iris

## Théâtre
- 2016 : Tout à refaire de Philippe Lellouche, mise en scène de Gérard Darmon